# Ángel Montoro
Ángel Montoro Sánchez est un footballeur espagnol né le 25 juin 1988 à Valence. Il joue depuis 2017 au Grenade CF au poste de milieu de terrain.

## Biographie
Avec l'équipe d'Espagne des moins de 19 ans, il participe au championnat d'Europe des moins de 19 ans en 2007. Lors de cette compétition organisée en Autriche, il joue quatre matchs. L'Espagne remporte le tournoi en battant la Grèce en finale.
Avec le club du Valence CF, il joue quatre matchs en première division espagnole lors de la saison 2007-2008.
Il dispute ensuite, avec l'équipe de l'UD Las Palmas, 26 matchs en première division entre 2016 et 2017.
Le 15 juillet 2017, il s'engage avec le Grenade CF, pour les trois prochaines saisons.
Il compte à son actif plus de 200 matchs en deuxième division espagnole.

## Palmarès
- Vainqueur du championnat d'Europe des moins de 19 ans en 2007 avec l'équipe d'Espagne des moins de 19 ans
- Champion d'Espagne de D2 en 2019 avec le Grenade CF